# Saint-Prix (Val-d’Oise)
Saint-Prix ist eine französische Gemeinde mit 7588 Einwohnern (Stand: 1. Januar 2022) im Département Val-d’Oise in der Region Île-de-France. Sie gehört zum Arrondissement Sarcelles und zum Kanton Domont. Die Bewohner nennen sich Saint-Prissiens bzw. Saint-Prissiennes.

## Geographie
Die Stadt Saint-Prix mit 7588 Einwohnern (Stand 1. Januar 2022) liegt 15 Kilometer nördlich von Paris. Nachbargemeinden von Saint-Prix sind Saint-Leu-la-Forêt im Westen, Chauvry im Nordwesten, Bouffémont im Norden, Domont im Nordosten, Montlignon im Osten, Eaubonne im Südosten sowie Ermont im Süden.

## Geschichte
Funde aus der Vorgeschichte bezeugen eine frühe Besiedlung.
Der Ort wurde nach dem heiligen Prix benannt, der 676 ermordet wurde. Die Grundherrschaft gehörte bis zur Französischen Revolution der Familie Montmorency. Während der Revolution hieß der Ort Bellevue-la-Forêt, danach bekam er wieder seinen heutigen Namen.

## Bevölkerungsentwicklung
| Jahr      | 1962 | 1968 | 1975 | 1982 | 1990 | 1999 | 2006 | 2019 |
| --------- | ---- | ---- | ---- | ---- | ---- | ---- | ---- | ---- |
| Einwohner | 3825 | 4302 | 5435 | 4981 | 5623 | 6767 | 7214 | 7036 |

## Sehenswürdigkeiten

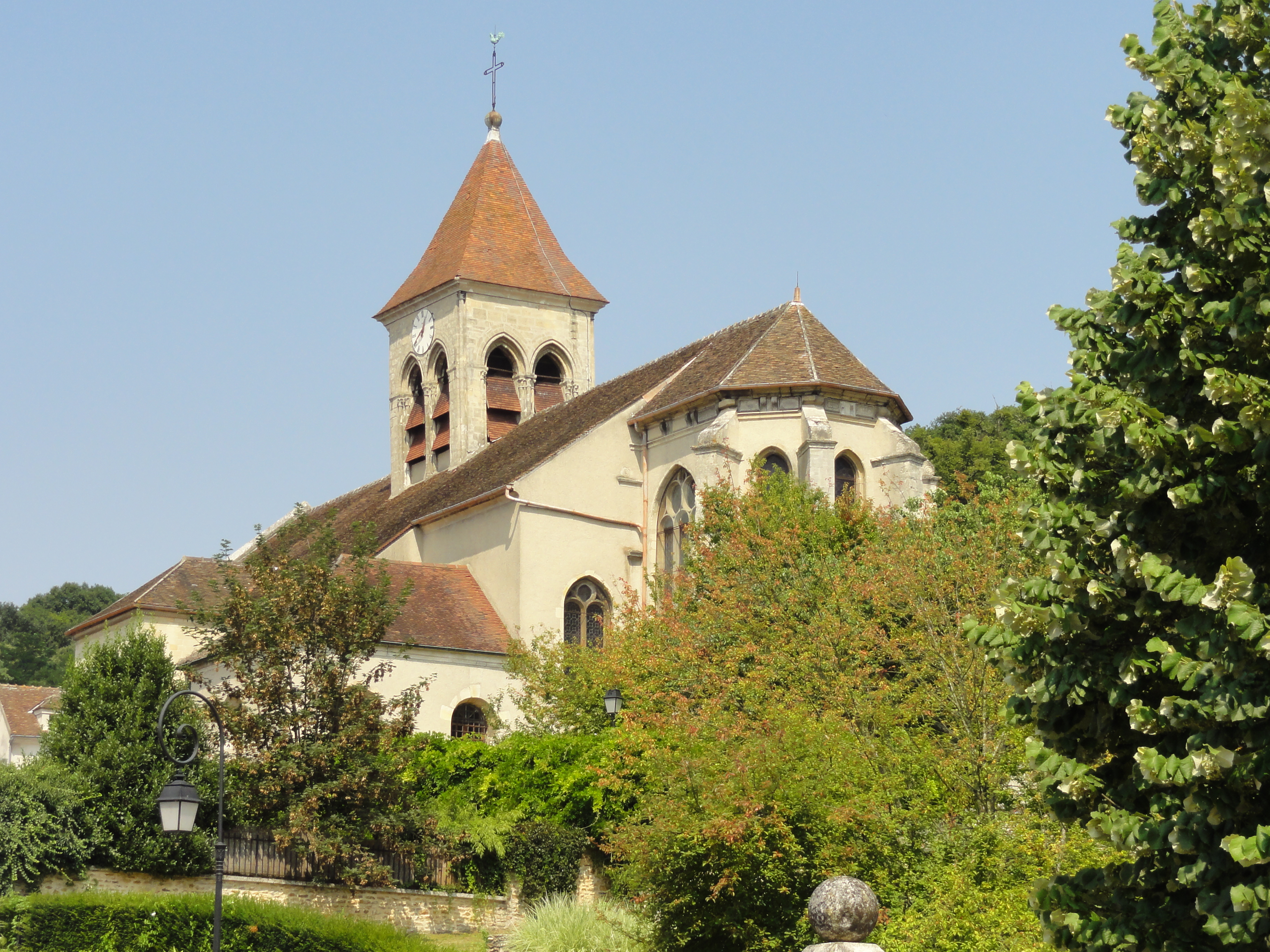
Kirche St-Prix

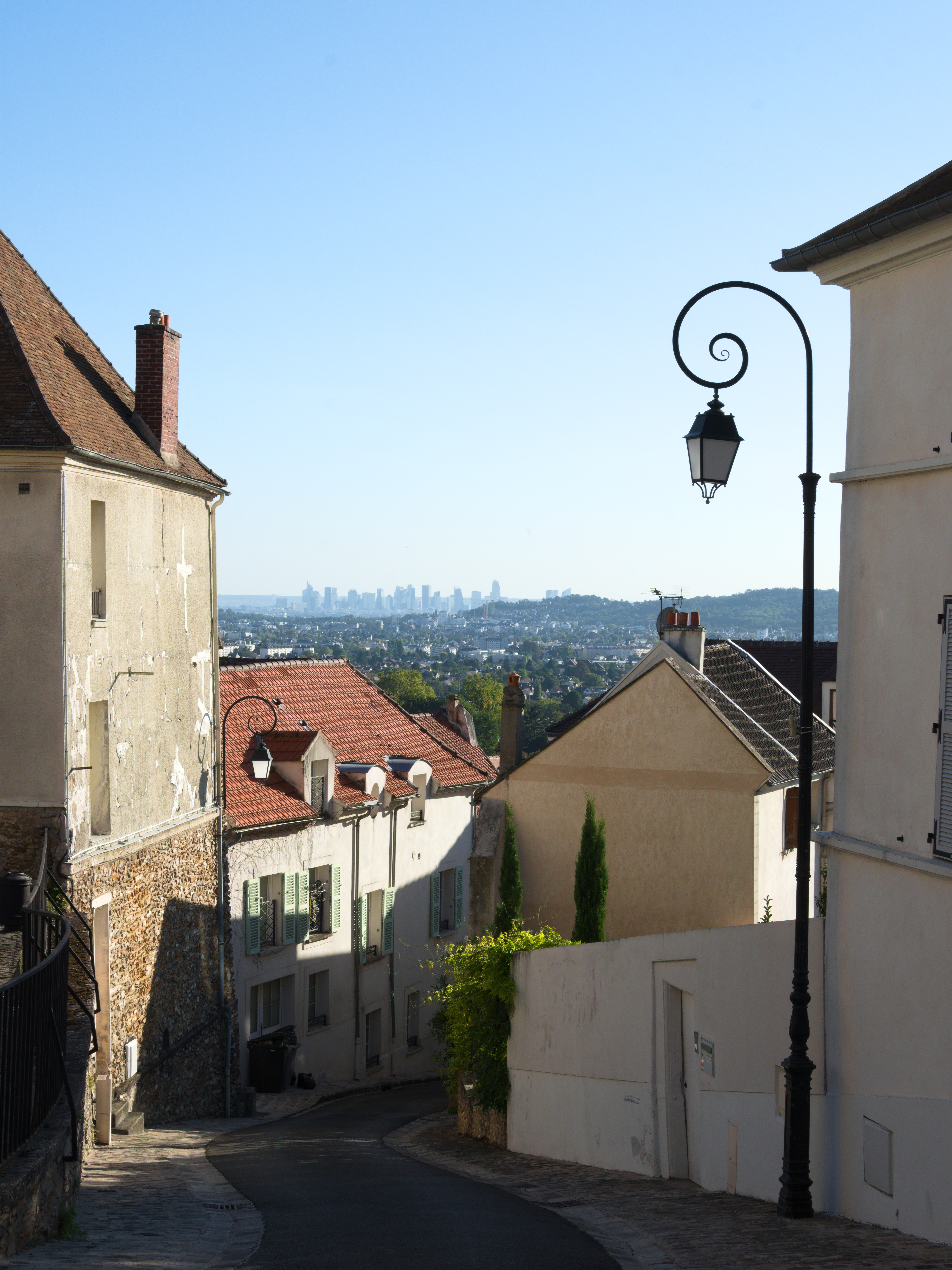
Gasse mit Panoramablick auf La Défense

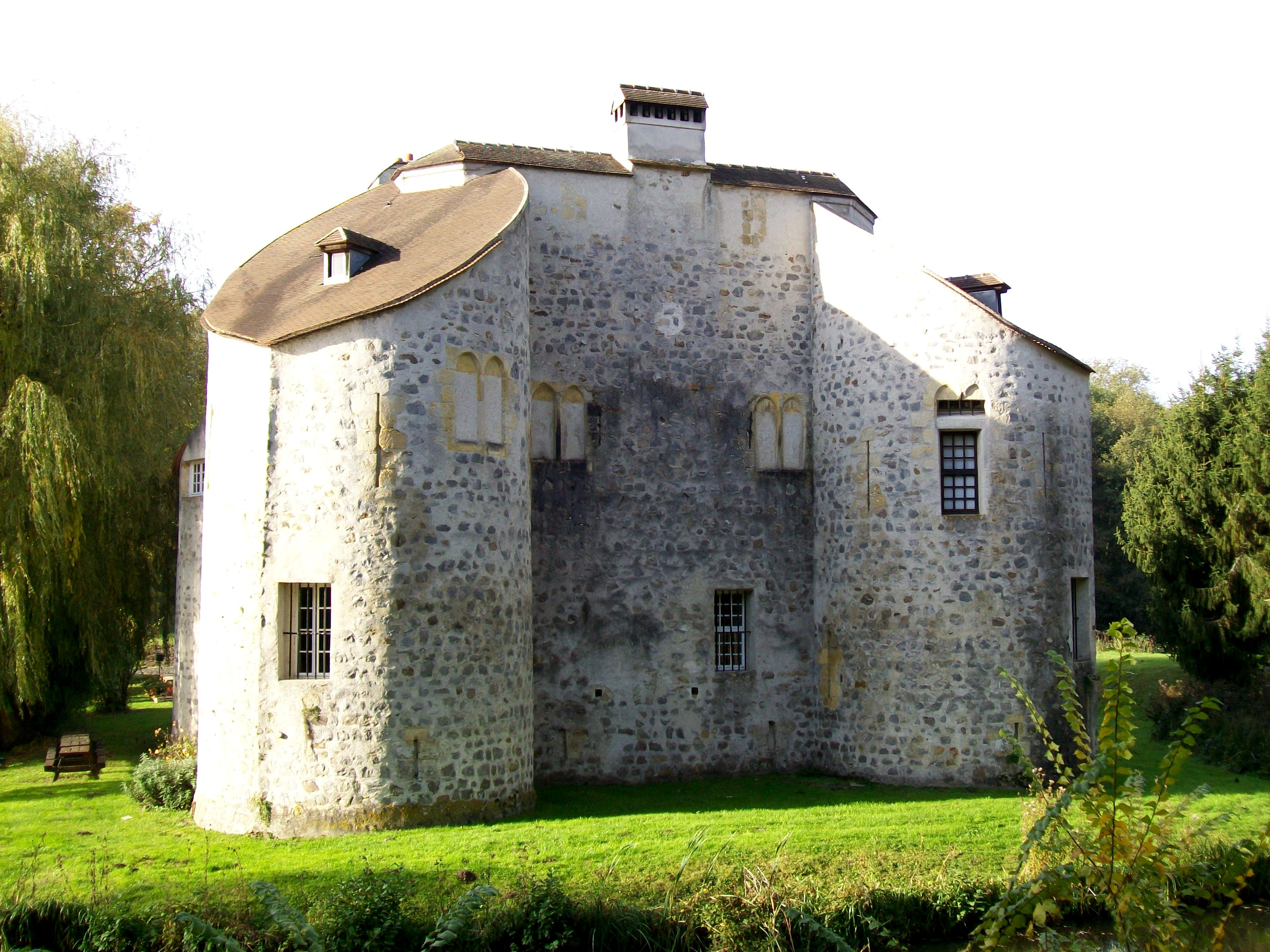
Château de la Chasse

- Pfarrkirche Saint-Prix, erbaut ab dem 11. Jahrhundert (Monument historique)[1]
- Château de la Chasse (Schloss), erbaut ab dem 15. Jahrhundert (Monument historique)[2]
- Cimetière de Bosc (Friedhof), 19. Jahrhundert (Monument historique)[3]
- Vom oberen Ortsbereich bei der Kirche und am Waldrand bieten sich Panorameblicke auf Paris mit den Skylines von La Défense, dem Eiffelturm und der Tour Montparnasse.

## Persönlichkeiten
- Charles-Philippe Larivière (1798–1876), Maler
- Albert Maignan, (1845–1908), Maler
- Jean-Victor Badin (1872–1949), Bildhauer